# Eupackardia caeca
Eupackardia caeca är en fjärilsart som beskrevs av Max Wilhelm Karl Draudt 1929. Eupackardia caeca ingår i släktet Eupackardia och familjen påfågelsspinnare. Inga underarter finns listade i Catalogue of Life.